# یولیوس کون (بازیکن هندبال)
یولیوس کون (آلمانی: Julius Kühn؛ زادهٔ ۱ آوریل ۱۹۹۳) بازیکن هندبال اهل آلمان است.
از باشگاه‌هایی که در آن بازی کرده‌است می‌توان به اشاره کرد.